# Chapelle du Sacré-Cœur-au-Bois-Clary
La chapelle du Sacré-Cœur-au-Bois-Clary de Boissy-Saint-Léger dans le Val-de-Marne est une église affectée au culte catholique,. Elle est située au n°47, rue Louis-Wallé.

## Description
C'est un bâtiment de plain-pied, à un niveau, d'architecture contemporaine.

## Historique
Cette chapelle a été construite en 1980 dans le cadre de l'Œuvre des Chantiers du Cardinal.

## Paroisse
Elle fait partie de la paroisse Saint-Leger de Boissy.